# Daniel McKinnon
Pour les articles homonymes, voir McKinnon.
Daniel Duncan McKinnon, dit Dan McKinnon (né le 21 avril 1922 à Williams (Minnesota) et mort le 6 août 2017 à Warroad (Minnesota)), est un joueur américain de hockey sur glace.
Lors des Jeux olympiques d'hiver de 1956, il remporte la médaille d'argent.

## Palmarès
- Médaille d'argent aux Jeux olympiques de Cortina d'Ampezzo en 1956